# Рико, Альваро
А́льваро Ри́ко Ладера (исп. Álvaro Rico Ladera; род. 13 августа 1996 года, Ла-Пуэбла-де-Монтальбан, Толедо, Испания) — испанский актёр, наиболее известный по роли Поло Бенавента в сериале «Элита».

## Карьера
Начал свою карьеру в 2011 году в театральной драматической постановке под названием «Селестина». Дебютировал на телевидении в 2017 году в небольшой роли в одном из эпизодов сериала «Медицинский центр». В том же году сыграл в нескольких эпизодах сериала "Коллекция «Вельвет», а также получил главную роль в сериале «Элита». В 2020 году было объявлено, что Рико не вернётся в четвёртом сезоне сериала «Элита».
Также снимался в сериалах «Карантинные истории», «Охота. Монте-Пердидо», «Мамы. Любовь и жизнь» и «Эль Сид».
В 2021 году играл одну из главных ролей в сериале «Альба». В 2025 году исполнил главную роль в сериале Netflix «Наёмный садовник».

## Личная жизнь
В 2018—2019 годах встречался с Эстер Экспосито, партнёршей по сериалу «Элита».

## Фильмография
| Год       |   | Русское название     | Оригинальное название    | Роль             |
| --------- | - | -------------------- | ------------------------ | ---------------- |
| 2017      | с | Коллекция «Вельвет»  | Velvet Colección         | Николас          |
| 2020      | с | Карантинные истории  | Relatos con-fin-a-dos    | Тео              |
| 2018—2020 | с | Элита                | Élite                    | Поло Бенавент    |
| 2021      | с | Охота. Монте-Пердидо | La caza. Tramuntana      | Мигель Торрес    |
| 2020—2021 | с | Эль Сид              | El Cid                   | Нуно             |
| 2021      | с | Альба                | Alba                     | Хакобо Энтерриос |
| 2022      | с | Мамы. Любовь и жизнь | Madres. Amor y vida      | Габриэл          |
| 2023      | с | Достать до неба      | Hasta el cielo: La serie | Фернан           |
| 2022—2023 | с | Святое семейство     | Sagrada familia          | Маркоc           |
| 2024      | ф | Вторжение            | Invasión                 | Артуро           |
| 2024      | с | —                    | Relatos con-fin-a-dos    | Энрике Руано     |
| 2025      | ф | —                    | La buena suerte          | Мауро            |
| 2025      | с | Наёмный садовник     | El jardinero             | Элмер Хурадо     |